# Anna Azamar i Capdevila
Anna Azamar i Capdevila (Sort, Pallars Sobirà, 18 d'abril de 1983) és una infermera i política catalana, senadora per Lleida en la XII legislatura.
Llicenciada en infermeria a l'Escola Universitària d'Infermeria de Barcelona, treballa a l'Hospital Comarcal del Pallars a Tremp. Alhora milita a Esquerra Republicana de Catalunya, de la que n'és membre de l'executiva Regional l'Alt Pirineu i Aran i de la federació comarcal del Pallars Sobirà. A les eleccions generals espanyoles de 2016 fou escollida senadora per la província de Lleida.